# Prut (řeka)
Prut (ukrajinsky Прут, rumunsky Râul Prut, tj. „řeka Prut“, starořecky Pyretos nebo Hierasos) je řeka ve (středo)východní Evropě, protékající Ukrajinou a pak po celé hranici mezi Rumunskem a Moldavskem. Je to jeden z největších levých přítoků Dunaje, má délku 989 km (údolí je dlouhé asi 600 km) a povodí o rozloze zhruba 27 500 km².

## Průběh toku
Pramení ve Východních Karpatech na severním svahu hřbetu Čornohora, přímo pod nejvyšší ukrajinskou horou Hoverla. Teče nejprve přibližně na sever, hluboce zaříznutým horským údolím, u Deljatynu se obrací na východ a před Kolomyjí se stáčí k jihovýchodu. Tento směr zhruba udržuje ve stále širším údolí přes Sňatyn, Černovice a Novoselici až k dotyku s hranicí s Rumunskem, kde se nakrátko opět stáčí k severovýchodu, na levém břehu střídá Ukrajinu Moldavsko a u Lipcani Prut opět mění směr, tentokrát na jihojihovýchod. Ten udržuje několik set kilometrů až do úrovně města Huși, načež teče víceméně přímo na jih až do ústí, přičemž po celou dobu tvoří hranici mezi Rumunskem a Moldavskem (v celkové délce 711 km).
Většími městy na toku jsou na Ukrajině Kolomyja a Černovice, v Moldavsku Ungheni a Cahul. V Rumunsku jsou velká města jen poblíž, konkrétně Jasy (10 km) a Galac (10 km). Při ústí Prutu do Dunaje se nachází jediný moldavský dunajský (a potažmo námořní) přístav Giurgiulești.

## Přítoky
Prut má relativně úzké povodí a málo velkých přítoků, např. ve srovnání se sousedním Siretem, který je podstatně kratší, ale povodí má více než o polovinu rozsáhlejší.
- zleva – Racovăț, Čugur
- zprava – Čeremoš, Jijia s přítokem Bahlui

## Vodní režim
Zdrojem vody jsou sněhové a dešťové srážky. Průměrný roční průtok činí přibližně 80 m³/s, maximální 5000 m³/s a minimální 15 až 20 m³/s. Zamrzá v lednu až v únoru na 40 až 50 dní. Při oblevách rozmrzá. Ledy z řeky mizí v první polovině března. Nejvyšších vodních stavů dosahuje na jaře. V létě a na podzim dochází k povodním při deštích a v zimě při oblevách a deštích.

## Využití
Vodní doprava je možná do města Leova. Na řece leží města Jaremče, Kolomyja, Sňatyn, Černivci, Novoselycja, Ungheni a Leova.

## Historie
Ve starověku byl Prut znám jako Pyretus či Porata. Ve středověku byl osou historické Moldávie, od roku 1812 tvořil (většinou toku) hranici mezi Ruskem a Osmanskou říší (později Rumunskem). Po první světové válce byl tok rozdělen mezi Polsko (nejhořejší část) a „Velké“ Rumunsko, roku 1940 Sovětský svaz opět obsadil jeho levý břeh, a tento stav byl po druhé světové válce potvrzen. Po obou stranách Prutu nicméně stále žije etnicky rumunské obyvatelstvo (Moldavané jsou v podstatě sovětizovaní Rumuni).